# كيث تايلور (شاعر)
كيث تايلور هو شاعر كندي، ولد في 1951.